# Azerbaïdjan aux Jeux paralympiques d'été de 2016
L'Azerbaïdjan participe aux Jeux paralympiques d'été de 2016 à Rio de Janeiro. Il s'agit de la sixième participation de ce pays aux Jeux paralympiques d'été.